# Vaveliksia
Vaveliksia ist eine ausgestorbene Tiergattung des Ediacariums, die möglicherweise mit den Schwämmen in verwandtschaftlicher Beziehung steht.

## Etymologie und Erstbeschreibung
Die Gattungsbezeichnung Vaveliksia ist ein Akronym des ukrainischen Geologen Wjatscheslaw Akimowitsch Welikanow (Vaveliksia = Vjačeslav Akimovič Velikanov + -sia). Der Artname velikanovi ehrt ebenfalls Welikanow. Die Bezeichnung Vaveliksia vana des zweiten Taxons stammt vom lateinischen vānus, -a, -um (leer, gehaltlos).
Die Gattung Vaveliksia wurde 1983 von Michail Alexandrowitsch Fedonkin wissenschaftlich erstmals beschrieben.

## Vorkommen
Fossilien von Vaveliksia velikanovi wurden in der Ukraine in den Lomozow-Schichten der Mogilev-Formation im Dnister-Becken und in den Bernashevka-Schichten der Yaryshev-Formation in einem Steinbruch bei Osarynzi (Podolien) gefunden.
Das Taxon Vaveliksia vana stammt aus der Yorga-Formation an der Winterküste (Simni Bereg) des Weißen Meeres (Russland, Oblast Archangelsk). Ein angeblicher Fund von Vaveliksia vana soll auch in Ablagerungen des Ediacariums in Südaustralien aufgetreten sein, es wurde aber hierzu bisher noch keine Illustration vorgelegt.

## Beschreibung
Das Äußere von Vaveliksia ist mit einem Frankfurter Würstchen vergleichbar, das an einem Ende mittels einer diskusartigen Haftscheibe im Substrat verankert ist. Die Körperwandungen sind dünn und perforiert. Am oberen Ende befindet sich eine Mundöffnung – möglicherweise vergleichbar mit einem Osculum, falls Vaveliksia tatsächlich mit den Schwämmen verwandt war.
Bei Vaveliksia velikanovi, das nur in präkambrischen Schichten am Dnister auftritt, wird die Mundöffnung von einer Krone von Ausstülpungen umringt, die ursprünglich als Tentakeln gedeutet wurden (die allerersten Interpretationen sahen in den neuen Fossilien polypenartige Organismen). Die Haftscheibe ist flach und besitzt die Form eines Diskus. Vaveliksia velikanovi erreicht eine Höhe von 3 bis 8 Zentimeter bei einem Durchmesser bis zu 3 Zentimeter. Die Haftscheiben haben einen Durchmesser von 0,8 bis 2 Zentimeter.
Das Taxon Vaveliksia vana von der Weißmeerküste (und eventuell Südaustralien) weist im Vergleich zum Typusfossil einen geringeren Durchmesser auf (bis 2 Zentimeter), kann aber länger werden (3,5 bis 8,6 Zentimeter). Es hat keinerlei Ausstülpungen in der Mundregion und die etwas kleinere Haftscheibe (0,7 bis 1,5 Zentimeter Durchmesser) ist konvex und domartig gewölbt. Manche Funde von Vaveliksia vana tragen armartige Fortsätze.

## Interpretationen
Einige Paläontologen betrachten Cucullus fraudulentus, ein 1994 von dem Paläontologen Michael Steiner beschriebenes Fossil aus den chinesischen Miaohe Biota, als synonym mit Vaveliksia. Cucullus wird ebenfalls als röhriges sackartiges, hohles Gebilde mit dünner Wandung und oberer zentraler Öffnung interpretiert. Durch die völlig abweichende Taphonomie der Miaohe Biota ist ein direkter Vergleich aber riskant.
In einem neueren Review-Artikel, der die bisherigen bekannten, den Schwämmen zugeordneten Fossilien aus dem Proterozoikum zusammenfasst, weisen  Jonathan B. Antcliffe und Kollegen die Deutung von Vaveliksia als Schwamm zurück. Es lägen dafür keine Nachweise vor, sondern es handele sich um eine Spekulation. Sie halten sogar eine Deutung als Zellkolonie von Protozoen (der Rhizaria) für denkbar.